# Rádio Observatório de Noto
A Estação Noto VLBI é um rádio-observatório localizado na Sicília, sul da Itália, na periferia de Noto. O espaço é operado pelo Istituto di Radioastronomia di Bologna.
A antena é uma versão de 32 metros de diâmetro parabolóide equipada com uma superfície ativa e receptores para observações de 1 a 86 GHz. A antena de Noto é utilizada em conjunto com outras antenas em toda a Europa e o mundo para VLBI.